# Stazione di Crocicchie
Stazione di Crocicchie vasútállomás Olaszországban, Anguillara Sabazia település Crocicchie frazionéjában.

## Vasútvonalak
Az állomást az alábbi vasútvonalak érintik:
- Viterbo–Róma-vasútvonal

## Kapcsolódó állomások
A vasútállomáshoz az alábbi állomások vannak a legközelebb:
- Stazione di Anguillara
- Stazione di Vigna di Valle